# Гобарт (Вашингтон)
Гобарт (англ. Hobart) — переписна місцевість (CDP) в США, в окрузі Кінг штату Вашингтон. Населення — 6767 осіб (2020).

## Географія
Гобарт розташований за координатами 47°24′36″ пн. ш. 122°0′38″ зх. д. / 47.41000° пн. ш. 122.01056° зх. д. (47.409975, -122.010661).  За даними Бюро перепису населення США в 2010 році переписна місцевість мала площу 48,97 км², з яких 48,67 км² — суходіл та 0,29 км² — водойми.

## Демографія
Згідно з переписом 2010 року, у переписній місцевості мешкала 6221 особа в 2338 домогосподарствах у складі 1823 родин. Густота населення становила 127 осіб/км².  Було 2511 помешкання (51/км²).
Расовий склад населення:
| - 91,7 % — білих - 2,1 % — азіатів - 1,2 % — чорних або афроамериканців - 0,6 % — корінних американців - 0,1 % — вихідців з тихоокеанських островів - 1,0 % — осіб інших рас |

До двох чи більше рас належало 3,3 %. Частка іспаномовних становила 3,7 % від усіх жителів.
За віковим діапазоном населення розподілялося таким чином: 21,9 % — особи молодші 18 років, 65,4 % — особи у віці 18—64 років, 12,7 % — особи у віці 65 років та старші. Медіана віку мешканця становила 46,2 року. На 100 осіб жіночої статі у переписній місцевості припадало 103,2 чоловіків;  на 100 жінок у віці від 18 років та старших — 104,9 чоловіків також старших 18 років.
Середній дохід на одне домашнє господарство  становив 109 596 доларів США (медіана — 90 032), а середній дохід на одну сім'ю — 125 977 доларів (медіана — 99 327). Медіана доходів становила 75 204 долари для чоловіків та 57 500 доларів для жінок. За межею бідності перебувало 6,6 % осіб, у тому числі 7,2 % дітей у віці до 18 років та 6,3 % осіб у віці 65 років та старших.
Цивільне працевлаштоване населення становило 2976 осіб. Основні галузі зайнятості: освіта, охорона здоров'я та соціальна допомога — 18,0 %, науковці, спеціалісти, менеджери — 14,7 %, виробництво — 12,9 %, будівництво — 11,3 %.